# 17178 Caitlinrita
A 17178 Caitlinrita (ideiglenes jelöléssel (17178) 1999 TK218) a Naprendszer kisbolygóövében található aszteroida. A LINEAR projekt keretében fedezték fel 1999. október 15-én.